# Riu Txulim
|  | Per a altres significats, vegeu «Txulim (desambiguació)». |

El riu Txulim (en rus: Река Чулым), és un llarg riu rus localitzat a la Sibèria asiàtica, un afluent per la dreta del riu Obi en el seu curs alt. Té una longitud de 1.799km i porta una conca de 135.000km² (semblant en extensió a països com Grècia o Nicaragua).
El Chulym es forma a la confluència dels rius Bely Iyus i Cherny Iyus al Kuznetsk Alatau. El Chulym desemboca a l'Ob prop de Molchanovo. Les ciutats de Nazàrovo, Àtxinsk i Asino, i el poble de Komsomolsk es troben al Chulym. Els principals afluents són el Serezh, Uryup, Kiya i Yaya per l'esquerra i Bolshoy Uluy, Kemchug i Chichkayul per la dreta.
Administrativament, el riu Txulim discorre per l'óblast de Tomsk i el krai de Krasnoiarsk de la Federació de Rússia.

## Història
L'explorador suec Johan Peter Falk va assenyalar que els caçadors recol·lectors del segle XVIII vivien a la vora del riu Chulym.